# スーパーガン
スーパーガンは、
1. 特撮テレビドラマ『ウルトラマン』に登場する架空の銃。
2. 漫画・アニメ『サイボーグ009』に登場する架空の銃。

本項では、以上2種について説明する。

## 『ウルトラマン』に登場するスーパーガン
科学特捜隊員が腰のホルスターに入れて携帯する小型レーザー光線銃。収納されている状態では銃身が出ていないが、安全装置を外すと銃身が飛び出して射撃可能となる。
同時使用例
第37話では、3丁のスーパーガンを合わせて撃つトリプルショットでテレスドン（二代目）を倒した。
アタッチメント（特殊弾）
- UNG麻酔弾 - ゴモラに使われた。
- 新型麻酔弾 - スカイドンに使われた。
- 無重力弾 - ゼットンに使われた（劇中での呼称であり、文献では「ペンシル爆弾」と表記されることが多い）。
- スパーク8 - ジェロニモンと再生ドラコに使われた。

## 『サイボーグ009』に登場するスーパーガン
001を除くゼロゼロナンバーサイボーグが所持する小型銃。004と006の内蔵武器を除けば、サイボーグ戦士が使う唯一の武器である。
能力
初回登場時（いわゆる「誕生編」）では、「熱線銃」、「ガス銃」、「ふつうの連発式のピストル」の3つの機能。
異なる設定では、「熱線銃」、「行動まひ銃」、「完全はかい光線」の3つとなっているなど、一定ではない。
平成版アニメでは、「エネルギーマグナム」、「フリーザーショット」、「レイガン（光線銃）」、「パラライザー（麻酔銃）」など、様々な用途に使われる万能銃として描写されている。